# Arthur Lindhagen
Arthur Lindhagen, född 21 juli 1884 i Stockholm, död 14 februari 1950, var en svensk jurist. Han var son till Albert Lindhagen, halvbror till Carl och Anna Lindhagen, och gift med Agnes Byström-Lindhagen.
Lindhagen blev juris kandidat 1907 och juris hedersdoktor vid Uppsala universitet 1932. Han blev assessor i Svea hovrätt 1915, hovrättsråd 1920 och revisionssekreterare 1923. Lindhagen var ledamot av Lagberedningen 1918–1929 och deltog som sådan i utarbetandet av viktiga nya lagar på familje- och arvsrättens områden. Han var ordförande i Centrala skiljenämnden 1923–1928, blev justitieråd 1929, var ordförande i Arbetsdomstolen 1 januari–1 oktober 1929 och blev samma år ordförande i Svenska Turistföreningen. År 1931 blev han på nytt ordförande i arbetsdomstolen, var ordförande i Ådalskommissionen 1931 och ledamot av utskottet för undersökningen av Carl Gustaf Ekmans affärsförbindelser med Ivar Kreuger 1933. Lindhagen blev kommendör med stora korset av Nordstjärneorden 1945. Han utgav ett flertal kommentarer till nya lagar, bland annat Överförmyndares skyldigheter (1925), Den nya förmynderskapslagen (1924) och Den nya arvslagen (1929).